# Hayasaka Ryunosuke
Ryunosuke Hayasaka (sinh ngày 7 tháng 6 năm 1994) là một cầu thủ bóng đá người Nhật Bản.

## Sự nghiệp câu lạc bộ
Ryunosuke Hayasaka đã từng chơi cho Thespakusatsu Gunma.